# Sterneckerbräu
Lo Sterneckerbräu era un birrificio a Monaco di Baviera, in Germania.
Il locale divenne celebre come il luogo di incontro e raduno del Partito dei Lavoratori Tedeschi (DAP), che in seguito cambiò nome in Partito nazista (NSDAP). Simile al Bürgerbräukeller, divenne luogo di pellegrinaggio del movimento nazista. L'edificio è ora utilizzato come edificio residenziale e commerciale ed è un monumento registrato nell'elenco dei monumenti storici bavaresi.
Lo Sterneckerbräu si trovava nel centro storico di Monaco in via Tal 38 (originariamente 54) all'angolo con Sterneckerstraße, molto vicino all'Isartor.

## Storia
L'attuale edificio originariamente copriva tre appezzamenti di terreno. Nel modello della città di Monaco di Jakob Sandtner del 1570 si possono vedere tre case a due piani. Nel XVI e XVII secolo, la casa all'angolo tra Tal e Sterneckergasse era di proprietà della famiglia di birrai Sternegger, da cui la strada prende il nome dal 1696. Dal 1557 esisteva una fabbrica di birra.
Nel 19º secolo, la casa sull'angolo e l'edificio adiacente furono sostituiti da un edificio di quattro piani con una facciata classica. Questo fu demolito nel 1901 e nel 1901/02 fu costruito l'attuale edificio sul sito di questi due edifici, espandendosi anche su un terreno adiacente. L'edificio è stato costruito da Heilmann & Littmann per il birraio Joseph Höcherl.

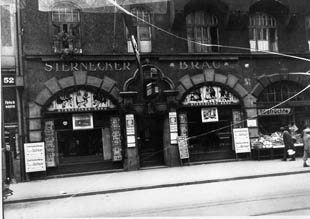
La facciata dell'edificio nel 1925.

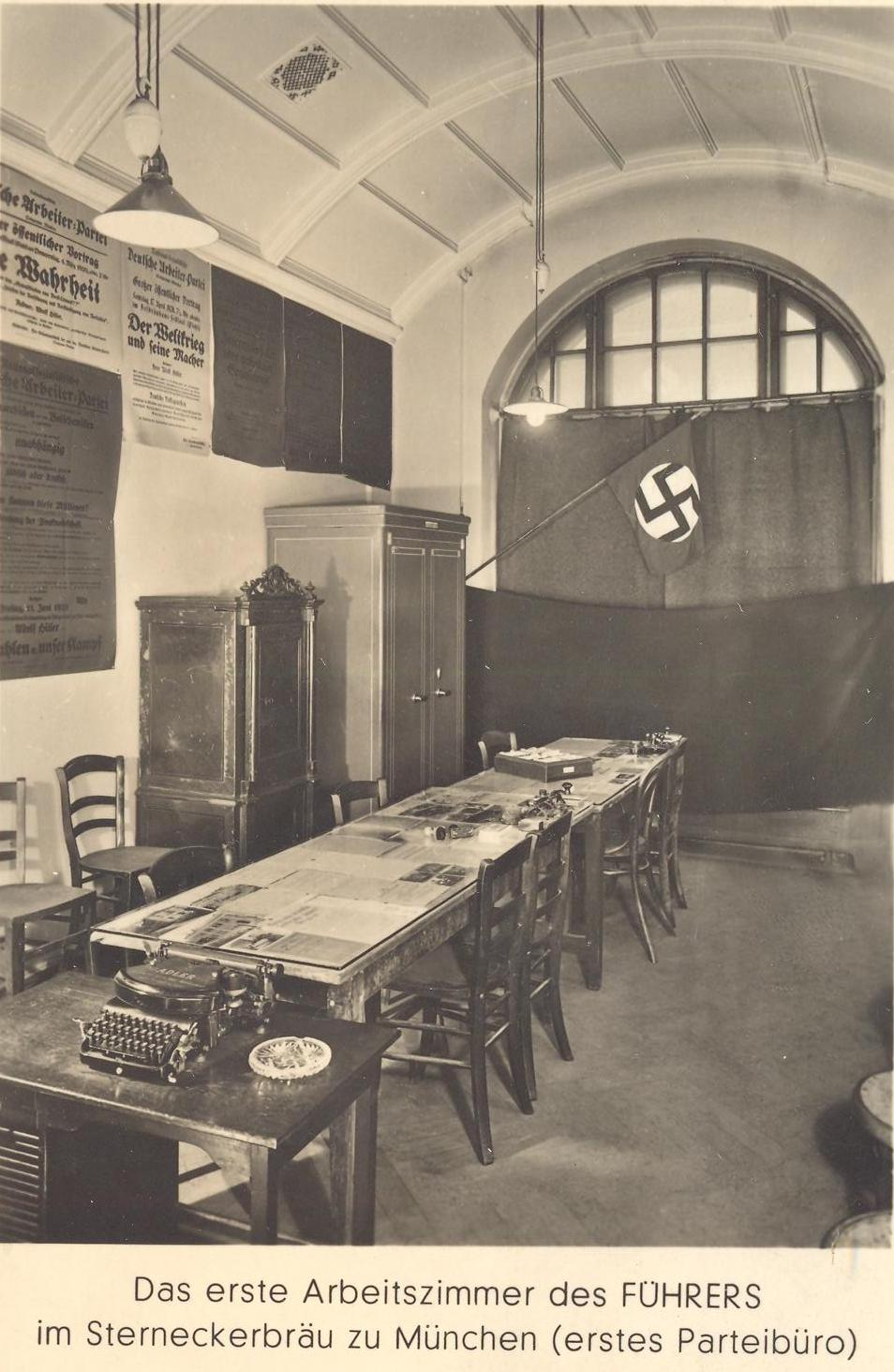
Stanza dell'edificio adibita ai raduni del DAP fino al febbraio 1920, poi trasformatosi in NSDAP.

Il Partito dei Lavoratori Tedeschi (DAP) di Anton Drexler si riuniva una volta alla settimana nel ristorante al primo piano del nuovo edificio. Il 12 settembre 1919, Adolf Hitler partecipò a una riunione del DAP per conto del comando dell'intelligence dell'esercito. L'incontro si è svolto in una sala riunioni dello Sterneckerbräu. Drexler lo ha invitato a unirsi al DAP. Hitler accettò in quella data, diventando il 55° membro del partito. Nell'ottobre 1919, in una stanza laterale dello Sterneckerbräu, fu allestita la prima filiale del DAP, che il 24 febbraio 1920 cambiò nome in Partito nazista (NSDAP).
Nel 1921 allo Sterneckerbräu fu fondata la lega nazionalista e monarchica bavarese In Treue fest. Fu bandita dai nazisti il 2 febbraio 1933 e successivamente ricostituita nel 1952.
L'8 novembre 1933 Hitler aprì il Museo del partito nazista allo Sterneckerbräu, menzionato anche nel Baedeker. Lì sono ancora visibili il primo inventario e i mobili per ufficio, nonché le stanze dei membri.
L'edificio è sopravvissuto alla seconda guerra mondiale. Nel 1957 il ristorante fu chiuso e il primo piano fu adibito a negozi.